# William Edmunds
William Edmunds, pseudonimo di Michele Frondino Pellegrino (San Fele, 15 luglio 1886 – Los Angeles, 7 dicembre 1981), è stato un attore italiano naturalizzato statunitense.

## Biografia
Immigrato a New York dall'Italia, dopo aver recitato in diverse commedie teatrali, ottenne il suo primo ruolo accreditato nel cortometraggio Going Spanish (1934). Pochi anni dopo, nel 1938, si trasferì a Hollywood, dove iniziò a collezionare apparizioni minori in film come Spregiudicati (1939), Al di là del mistero (1944) e Questi dannati quattrini (1951). Molti dei suoi personaggi furono caratterizzati da un marcato accento italiano, spagnolo o francese.
Negli anni quaranta ottenne una parte minore in Casablanca (1942) e recitò a fianco di James Stewart in tre film: Bufera mortale (1940), Scrivimi fermo posta (1940) e La vita è meravigliosa (1946), nel quale interpretò il signor Martini, proprietario del bar frequentato da George Bailey (Stewart). Inoltre, fece parte del cast di Per chi suona la campana (1943), I tre moschettieri (1948) e Occhio alla palla (1953), quest'ultimo con Dean Martin e Jerry Lewis.
Morì a Los Angeles nel 1981, all'età di novantacinque anni.

## Filmografia parziale

### Cinema
- Going Spanish, regia di Al Christie (1934) - cortometraggio
- L'ombra del dubbio (Shadow of a Doubt), regia di George B. Seitz (1935)
- Angeli con la faccia sporca (Angels with Dirty Faces), regia di Michael Curtiz (1938)
- Fixer Dugan, regia di Lew Landers (1939)
- Il conquistatore del Messico (Juarez), regia di William Dieterle (1939)
- Spregiudicati (Idiot's Delight), regia di Clarence Brown (1939)
- La storia di Edith Cavell (Nurse Edith Cavell), regia di Herbert Wilcox (1939)
- La grande pioggia (The Rains Came), regia di Clarence Brown (1939)
- L'ultimo pellirossa (Geronimo), regia di Paul Sloane (1939)
- Everything Happens at Night, regia di Irving Cummings (1939)
- Scrivimi fermo posta (The Shop Around the Corner), regia di Ernst Lubitsch (1940)
- He Married His Wife, regia di Roy Del Ruth (1940)
- Know Your Money, regia di Joseph M. Newman (1940) - cortometraggio
- L'isola del diavolo (Strange Cargo), regia di Frank Borzage (1940)
- Bufera mortale (The Mortal Storm), regia di Frank Borzage (1940)
- Earthbound, regia di Irving Pichel (1940)
- Anne of Windy Poplars, regia di Jack Hively (1940)
- Il grande McGinty (The Great McGinty), regia di Preston Sturges (1940)
- Lo sconosciuto del terzo piano (Stranger on the Third Floor), regia di Boris Ingster (1940)
- Girl from Havana, regia di Lew Landers (1940)
- Slightly Tempted, regia di Lew Landers (1940)
- Incontro senza domani (Escape), regia di Mervyn LeRoy (1940)
- Il segno di Zorro (The Mark of Zorro), regia di Rouben Mamoulian (1940)
- Girls Under 21, regia di Max Nosseck (1940)
- You, the People, regia di Roy Rowland (1940) - cortometraggio
- Il signore e la signora Smith (Mr. & Mrs. Smith), regia di Alfred Hitchcock (1941)
- Volto di donna (A Woman's Face), regia di George Cukor (1941)
- Avventura a Bombay (They Met in Bombay), regia di Clarence Brown (1941)
- Il terrore di Chicago (The Big Shot), regia di Lewis Seiler (1942)
- Casablanca, regia di Michael Curtiz (1942)
- Il segreto del golfo (Assignment in Brittany), regia di Jack Conway (1943)
- Per chi suona la campana (For Whom the Bell Tolls), regia di Sam Wood (1943)
- L'estrema rinuncia (Till We Meet Again), regia di Frank Borzage (1944)
- Al di là del mistero (House of Frankenstein), regia di Erle C. Kenton (1944)
- La voce magica (The Climax), regia di George Waggner (1944)
- Fiamme nella giungla (Swamp Fire), regia di William H. Pine (1946)
- La vita è meravigliosa (It's a Wonderful Life), regia di Frank Capra (1946)
- Il mistero delle 5 dita (The Beast with Five Fingers), regia di Robert Florey (1946)
- La congiura di Barovia (Where There's Life), regia di Sidney Lanfield (1947)
- Gli amanti di Venezia (The Lost Moment), regia di Martin Gabel (1947)
- I tre moschettieri (The Three Musketeers), regia di George Sidney (1948)
- Vendetta sul ring (Ringside), regia di Frank McDonald (1949)
- Purificazione (Mr. Soft Touch), regia di Gordon Douglas, Henry Levin (1949)
- Linciaggio (The Lawless), regia di Joseph Losey (1950)
- Questi dannati quattrini (Double Dynamite), regia di Irving Cummings (1951)
- Occhio alla palla (The Caddy), regia di Norman Taurog (1953)

### Televisione
- Indirizzo permanente (77 Sunset Strip) – serie TV, episodio 2x06 (1959)